# ميسيليك ملكامو
ميسيليك ملكامو (من مواليد 19 أبريل 1985)هي عداءة مسافات طويلة إثيوبية. هزمت ميسيريت ديفار لتفوز بالميدالية الذهبية لمسافة 5000 متر في بطولة أفريقيا لألعاب القوى 2008، لكنها اشتهرت بسباقها 29:53.80 مسافة 10000 متر في عام 2009، والتي احتلت حتى أغسطس 2016 المرتبة الثانية عالمياً. وهي واحدة من سبع نساء كسرن حاجز الـ 30 دقيقة، وواحدة من أربع إثيوبيات حققن هذا الإنجاز. ولدت ملكامو في ديبري ماركوس. ومنذ عام 2012 تشارك في سباقات الطرقات. فازت بماراثون فرانكفورت 2012 في رقم قياسي وأفضل رقم شخصي قدره 2:21:01 ساعة.

## أفضل رقم شخصي
- 1500 متر – 4:07.52 (2007)
- مسافة الميل – 4:33.94 (2003)
- 2000 متر (داخلي)- 5:39.2 (2007)، (الوقت المتوسط في سباق أطول)، (المركز الثاني عشر كأسرع عداءة تاريخياً اعتبارًا من 2 أبريل 2017)[4]
- 3000 متر (في الهواء الطلق)- 8:34.73 (2005)
- 3000 متر (داخلي)- 8:23.74 (2007)، (المركز الرابع كأسرع عداءة تاريخياً اعتبارًا من 17 يونيو 2017)[5]
- 5000 متر (في الهواء الطلق)– 14:31.91 (2010)
- 10000 متر (المسار)– 29:53.80 (2009)، (المركز السادس كأسرع عداءة تاريخياً اعتبارًا من 5 يوليو 2017)[6]
- 10 كيلومترات (الطرقات)– 31:17 (2013)، (زمن متوسط في سباق أطول)، 31:41 (2006)[7]
- 15 كيلومترًا (الطريق)- 47:54 (2013)، (زمن متوسط في سباق أطول)[8]
- 20 كيلومترًا (الطريق)- 1:04:32 (2013)، (زمن متوسط في سباق أطول)[9]
- نصف الماراثون - 1:08:05 (2013)
- 30 كيلومترًا (الطريق)- 1:39.21 (2014)، (زمن متوسط في سباق أطول)[10]
- ماراثون - 2:21:01 (2012)

## المسابقات الدولية
| العام        | المسابقة                                    | المكان                   | المركز       | حدث                                                | ملاحظة                                            |
| تمثل إثيوبيا | تمثل إثيوبيا                                | تمثل إثيوبيا             | تمثل إثيوبيا | تمثل إثيوبيا                                       | تمثل إثيوبيا                                      |
| ------------ | ------------------------------------------- | ------------------------ | ------------ | -------------------------------------------------- | ------------------------------------------------- |
| 2004         | بطولة العالم للناشئين                       | غروسيتو، إيطاليا         | 1st          | 5000 م                                             | 15:21.52                                          |
| 2005         | بطولة العالم للعدو الريفي ‏                  | سانت إتيان، فرنسا        | 6th          | سباق قصير (4.196 كم)                               | بطولة العالم للعدو الريفي 2005 – سيدات سباق قصير ‏ |
| 2005         | بطولة العالم للعدو الريفي ‏                  | سانت إتيان، فرنسا        | 1st          | فريق                                               | 18 pts                                            |
| 2005         | بطولة العالم للعدو الريفي ‏                  | سانت إتيان، فرنسا        | 4th          | سباق طويل (8.108 كم)                               | 26:39                                             |
| 2005         | بطولة العالم للعدو الريفي ‏                  | سانت إتيان، فرنسا        | 1st          | فريق                                               | 16 pts                                            |
| 2005         | بطولة العالم                                | هلسنكي، فنلندا           | 4th          | 5000 م ‏                                            | 14:43.47                                          |
| 2005         | نهائي ألعاب القوى العالمية ‏                 | مونت كارلو، موناكو       | 5th          | 3000 م                                             | 8:50.42                                           |
| 2006         | بطولة العالم للعدو الريفي ‏                  | فوكوكا، اليابان          | 3rd          | سباق قصير (4 كم)                                   | بطولة العالم للعدو الريفي 2006 – سيدات سباق قصير ‏ |
| 2006         | بطولة العالم للعدو الريفي ‏                  | فوكوكا، اليابان          | 1st          | فريق                                               | 25 pts                                            |
| 2006         | بطولة العالم للعدو الريفي ‏                  | فوكوكا، اليابان          | 3rd          | Long race (8 كم)                                   | 25:38                                             |
| 2006         | بطولة العالم للعدو الريفي ‏                  | فوكوكا، اليابان          | 1st          | فريق                                               | 16 pts                                            |
| 2006         | بطولة إفريقيا                               | بامبوس، موريشيوس         | 6th          | 5000 م                                             | 16:01.09                                          |
| 2006         | نهائي ألعاب القوى العالمي                   | شتوتغارت، ألمانيا        | 6th          | 5000 م                                             | 16:08.03                                          |
| 2007         | بطولة العالم للعدو الريفي ‏                  | مومباسا، كينيا           | 3rd          | سباق كبار (8 كم)                                   | 26:48                                             |
| 2007         | بطولة العالم للعدو الريفي ‏                  | مومباسا، كينيا           | 1st          | فريق                                               | 19 pts                                            |
| 2007         | ألعاب عموم إفريقيا ‏                         | الجزائر (مدينة)، الجزائر | 2nd          | 5000 م                                             | 15:03.86                                          |
| 2007         | بطولة العالم لألعاب القوى 2007              | أوساكا، اليابان          | 6th          | 5000 م                                             | 15:01.42                                          |
| 2007         | نهائي ألعاب القوى العالمية ‏                 | شتوتغارت، ألمانيا        | 5th          | 5000 م                                             | 15:06.20                                          |
| 2008         | بطولة العالم لألعاب القوى داخل الصالات 2008 | بلنسية، إسبانيا          | 2nd          | 3000 م ‏                                            | 8:41.50                                           |
| 2008         | بطولة العالم للعدو الريفي ‏                  | إدنبرة، بريطانيا العظمى  | 9th          | سباق كبار (7.905 كم)                               | 25:51                                             |
| 2008         | بطولة العالم للعدو الريفي ‏                  | إدنبرة، بريطانيا العظمى  | 1st          | فريق                                               | 18 pts                                            |
| 2008         | بطولة إفريقيا لألعاب القوى 2008             | أديس أبابا، إثيوبيا      | 1st          | 5000 م                                             | 15:49.81                                          |
| 2008         | الألعاب الأولمبية الصيفية 2008              | بكين، الصين              | 8th          | 5000 م ‏                                            | 15:49.03                                          |
| 2008         | نهائي ألعاب القوى العالمي 2008              | شتوتغارت، ألمانيا        | 3rd          | 5000 م                                             | 14:58.76                                          |
| 2009         | بطولة العالم للعدو الريفي ‏                  | عمان                     | 3rd          | سباق كبار (8 كم)                                   | 26:19                                             |
| 2009         | بطولة العالم للعدو الريفي ‏                  | عمان                     | 2nd          | فريق الكبار                                        | 28 pts                                            |
| 2009         | بطولة العالم لألعاب القوى 2009              | برلين,                   | 2nd          | بطولة العالم لألعاب القوى 2009 – سيدات 10,000 متر ‏ | 30:51.34                                          |
| 2010         | بطولة العالم للعدو الريفي ‏                  | بيدغوشتش                 | 3rd          | سباق كبار (7.759 كم)                               | 24:26                                             |
| 2010         | بطولة العالم للعدو الريفي ‏                  | بيدغوشتش                 | 2nd          | فريق الكبار                                        | 22 pts                                            |
| 2010         | بطولة إفريقيا لألعاب القوى 2010             | نيروبي                   | 2nd          | 10,000 م                                           | 31:55.50                                          |
| 2011         | بطولة العالم للعدو الريفي ‏                  | بونتا أومبريا            | 4th          | سباق كبار (8 كم)                                   | 25:18                                             |
| 2011         | بطولة العالم للعدو الريفي ‏                  | بونتا أومبريا            | 2nd          | فريق الكبار                                        | 29 pts                                            |
| 2011         | ألعاب عموم إفريقيا ‏                         | مابوتو                   | بلا          | 10,000 م ‏                                          | Did not finish                                    |
| 2011         | بطولة العالم لألعاب القوى 2011              | دايغو                    | 5th          | بطولة العالم لألعاب القوى 2011 – سيدات 10,000 متر ‏ | 30:56.55                                          |
| 2013         | بطولة العالم لألعاب القوى 2013              | موسكو                    | بلا          | ماراثون ‏                                           | Did not finish                                    |